# 鞘齿网藓
鞘齿网藓（学名：Syrrhopodon trachyphyllus），又名多疣网藓，为花叶藓科网藓属下的一个种。

## 扩展阅读
- 維基物種上的相關：鞘齿网藓